# Инфляционная модель Вселенной
Инфляцио́нная моде́ль Вселе́нной (лат. inflatio «вздутие») — гипотеза о физическом состоянии и законе расширения Вселенной на ранней стадии Большого взрыва (при температуре выше 1028 K), предполагающая период ускоренного по сравнению со стандартной моделью горячей Вселенной расширения.
Первый вариант теории был предложен во второй половине 1960-х годов Э. Б. Глинером, однако ключевой вклад в её создание внесли на рубеже 1970-х — 1980-х годов Алексей Старобинский, Алан Гут, Андрей Линде, Вячеслав Муханов и ряд других.

## Недостатки модели горячей Вселенной
Стандартная модель горячей Вселенной предполагает очень высокую степень однородности и изотропности Вселенной. На временно́м интервале от планковской эпохи ({\displaystyle t_{\mathrm {Planck} }\approx 10^{-43}} сек, {\displaystyle \rho _{\mathrm {Planck} }\approx 10^{93}} г/см³) до эпохи рекомбинации её поведение определяется уравнением состояния, близким к следующему:
{\displaystyle p=\varepsilon /3,}
где {\displaystyle p} — давление, {\displaystyle \varepsilon } — плотность энергии. Масштабный фактор {\displaystyle R(t)} изменялся на указанном интервале времени по закону {\displaystyle R(t)\sim t^{1/2}}, а затем, до настоящего времени, по закону {\displaystyle R(t)\sim t^{2/3}}, соответствующему уравнению состояния:
{\displaystyle p\ll \varepsilon =\rho c^{2},}
где {\displaystyle \rho } — средняя плотность Вселенной.
Недостатком такой модели являются крайне высокие требования к однородности и изотропности начального состояния, отклонение от которых приводит к ряду проблем.

### Проблема крупномасштабной однородности и изотропности Вселенной
Размер наблюдаемой области Вселенной {\displaystyle l_{0}} по порядку величины совпадает с хаббловским расстоянием {\displaystyle r_{H}=c/H_{0}\approx 10^{28}} см (где H — постоянная Хаббла), то есть в силу конечности скорости света и конечности возраста Вселенной можно наблюдать лишь области (и находящиеся в них объекты и частицы), находящиеся сейчас друг от друга на расстоянии {\displaystyle l\leq l_{0}}. Однако в планковскую эпоху Большого взрыва расстояние между этими частицами составляло:
{\displaystyle l'=l_{0}R(t_{\mathrm {Planck} })/R(t_{0})\approx 10^{-3}} см,
а размер причинно-связанной области (горизонта) определялся расстоянием:
{\displaystyle l_{\mathrm {Planck} }=ct_{\mathrm {Planck} }\approx 10^{-33}} см,
(планковское время ({\displaystyle t_{\mathrm {Planck} }\approx 10^{-43}} сек), то есть, в объёме {\displaystyle l'} содержалось ~1090 таких планковских областей, причинная связь (взаимодействие) между которыми отсутствовала. Идентичность начальных условий в таком количестве причинно несвязанных областей представляется крайне маловероятной. Кроме того, и в более поздние эпохи Большого взрыва проблема идентичности начальных условий в причинно несвязанных областях не снимается: так, в эпоху рекомбинации, наблюдаемые сейчас фотоны реликтового излучения, приходящие к нам с близких направлений (отличающихся на угловые секунды), должны были взаимодействовать с областями первичной плазмы, между которыми, согласно стандартной модели горячей Вселенной, не успела установиться причинная связь за всё время их существования от {\displaystyle t_{\mathrm {Planck} }.} Таким образом, можно было бы ожидать существенной анизотропности реликтового излучения, однако наблюдения показывают, что оно в высокой степени изотропно (отклонения не превышают ~10−4).

### Проблема плоской Вселенной
Согласно данным наблюдений, средняя плотность Вселенной {\displaystyle \rho } близка к т. н. критической плотности {\displaystyle \rho _{\mathrm {crit} }}, при которой кривизна пространства Вселенной равна нулю. Однако, согласно расчётным данным, отклонение плотности {\displaystyle \rho } от критической плотности {\displaystyle \rho _{\mathrm {crit} }} со временем должно увеличиваться, и для объяснения наблюдаемой пространственной кривизны Вселенной в рамках стандартной модели горячей Вселенной приходится постулировать отклонение плотности в планковскую эпоху {\displaystyle \rho _{\mathrm {Planck} }} от {\displaystyle \rho _{\mathrm {crit} }} не более, чем на 10−60.

### Проблема крупномасштабной структуры Вселенной
Крупномасштабное распределение материи во Вселенной представляет собой иерархию «Сверхскопления галактик — скопления галактик — галактики». Однако для образования такой структуры из первичных малых флуктуаций плотности необходима определённая амплитуда и форма спектра первичных возмущений. Эти параметры в рамках стандартной модели горячей Вселенной тоже приходится постулировать.

## Инфляционное расширение на ранних стадиях эволюции Вселенной
Предполагается, что в период времени с 10−42 сек до 10−36 сек Вселенная находилась в инфляционной стадии своего развития. Основной особенностью этой стадии является максимально сильное отрицательное давление вещества, приводящее к экспоненциальному увеличению кинетической энергии Вселенной и её размеров на много порядков. За период инфляции линейные размеры Вселенной увеличились как минимум в 1026 раз, а её объём увеличился как минимум в 1078 раз.
Инфляционная модель предполагает замену степенного закона расширения {\displaystyle R(t)\sim t^{1/2}} на экспоненциальный закон:
{\displaystyle R(t)\sim e^{H(t)t},}
где {\displaystyle H(t)=(1/R)dR/dt} — постоянная Хаббла инфляционной стадии, в общем виде зависящая от времени.
Значение постоянной Хаббла на стадии инфляции составляет 1042 сек−1 > H > 1036 сек−1, то есть гигантски превосходит её современное значение. Такой закон расширения может быть обеспечен состояниями физических полей («инфлатонного поля»), соответствующих уравнению состояния {\displaystyle p=-\varepsilon }, то есть отрицательному давлению; эта стадия получила название инфляционной (лат. inflatio — раздувание), так как несмотря на увеличение масштабного фактора {\displaystyle R(t)}, плотность энергии {\displaystyle \varepsilon } остаётся постоянной.
Закон сохранения энергии не нарушается за счёт того, что отрицательная гравитационная энергия в фазе инфляционного расширения всегда остаётся в точности равной положительной энергии вещества Вселенной, так, что полная энергия Вселенной остаётся равной нулю.
В ходе дальнейшего расширения энергия {\displaystyle \varepsilon } поля, обусловливающего инфляционную стадию расширения, превращается в энергию обычных частиц: большинство инфляционных моделей связывают такое преобразование с нарушениями симметрии, приводящими к образованию барионов. Вещество и излучение приобретают высокую температуру, и Вселенная переходит на радиационно-доминированный режим расширения {\displaystyle R(t)\sim t^{1/2}}.

### Разрешение проблем модели горячей Вселенной в рамках инфляционной модели
- Благодаря крайне высоким темпам расширения на инфляционной стадии разрешается проблема крупномасштабной однородности и изотропности Вселенной: весь наблюдаемый объём Вселенной оказывается результатом расширения единственной причинно-связанной области доинфляционной эпохи.
- На инфляционной стадии радиус пространственной кривизны увеличивается настолько, что современное значение плотности {\displaystyle \rho } автоматически оказывается весьма близким к критическому {\displaystyle \rho _{\mathrm {crit} }}, то есть разрешается проблема плоской Вселенной.
- В ходе инфляционного расширения должны возникать флуктуации плотности с такой амплитудой и формой спектра (т. н. плоский спектр возмущений), что в результате возможно последующее развитие флуктуаций в наблюдаемую структуру Вселенной при сохранении крупномасштабной однородности и изотропности, то есть разрешается проблема крупномасштабной структуры Вселенной.

## Критика инфляционной модели
По данным на 2014 год, только для гипотезы одного поля имеется 193 модели инфляции. Модели космической инфляции вполне успешны для объяснения текущих экспериментальных данных, но не позволяют надежно предсказывать результаты будущих измерений. У гипотезы космологической инфляции имеются противники, в числе которых можно назвать Роджера Пенроуза, а также одного из её разработчиков и бывшего сторонника Пола Стейнхардта. Аргументы противников сводятся к тому, что решения, предлагаемые инфляционной моделью, являются лишь «заметанием сора под ковёр». Например, никаких фундаментальных обоснований того, что возмущения плотности на доинфляционной стадии должны быть именно такими малыми, чтобы после инфляции возникала наблюдаемая степень однородности, эта теория не предлагает. Аналогичная ситуация и с пространственной кривизной: она очень сильно уменьшается при инфляции, но ничто не мешало ей до инфляции иметь настолько большое значение, чтобы всё-таки проявляться на современном этапе развития Вселенной. Все эти сложности носят название «проблемы начальных значений». Также пока не обнаружены реликтовые гравитационные волны, предсказываемые теорией инфляции и служащие дополнительным источником горячих и холодных пятен реликтового излучения.

## Реликтовые гравитационные волны и поляризация реликтового излучения
Из инфляционной модели следует, что должны существовать реликтовые (первичные) гравитационные волны всех длин до громадной — равной размеру Вселенной в её нынешнем состоянии. Вопрос их существования может быть однозначно решён по особенностям поляризации реликтового излучения. Если их обнаружат, инфляционная модель будет окончательно подтверждена:50.
В 2014 году были получены косвенные доказательства инфляционной модели — поляризация реликтового излучения, которая могла быть вызвана первичными гравитационными волнами. Однако, более поздний анализ (опубликован 19 сентября 2014), проведённый другой группой исследователей с использованием данных обсерватории «Планк», показал, что результат можно полностью отнести на счёт галактической пыли.
По состоянию на 2019 год реликтовые гравитационные волны не обнаружены, и инфляционная модель остаётся хорошей гипотезой:50.

## Инфляция на поздних стадиях эволюции Вселенной
Наблюдения сверхновых типа Ia, проведённые в 1998 г. в рамках Supernova Cosmology Project, показали, что постоянная Хаббла меняется со временем таким образом (ускорение расширения во времени), что даёт повод говорить об инфляционном характере расширения Вселенной на современном этапе её эволюции. Загадочный фактор, способный вызвать такое поведение, получил название тёмной энергии. Ускоренное расширение Вселенной на современном этапе началось 6—7 млрд лет назад. В настоящее время Вселенная расширяется таким образом, что расстояния в ней увеличиваются в два раза за 10 млрд лет, и в доступном для прогноза будущем[уточнить] этот темп будет меняться мало:48.

## Научные перспективы
По мнению американского астрофизика Лоуренса Краусса, проверка инфляционной модели Вселенной станет возможна после измерения профиля (сигнатуры) инфляционных гравитационных волн, что позволит существенно приблизить исследования к моменту Большого Взрыва и разрешить другие насущные проблемы теоретической физики и космологии.